# Nicoya tuberculata
Nicoya tuberculata is een krabbensoort uit de familie van de Epialtidae. De wetenschappelijke naam van de soort is voor het eerst geldig gepubliceerd in 1987 door Wicksten.